# Triumfetta bradshawii
Triumfetta bradshawii är en malvaväxtart som beskrevs av Ferdinand von Mueller. Triumfetta bradshawii ingår i släktet triumfettor, och familjen malvaväxter. Inga underarter finns listade i Catalogue of Life.